# کووالکوو-کولونگا
کووالکوو-کولونگا (به لهستانی:  Kowalków-Kolonia) یک روستا در لهستان است که در گمینا کازانوو واقع شده‌است.